# Beresowa Rudka
Beresowa Rudka (ukrainisch Березова Рудка; russisch Берёзовая Рудка Berjosowaja Rudka) ist ein Dorf im Nordwesten der ukrainischen Oblast Poltawa mit 1900 Einwohnern (2001).
In der 1717 von Hetman Iwan Skoropadskyj gegründeten Ortschaft, die zwischen 1843 und 1846 fünfmal vom ukrainischen Nationaldichter Taras Schewtschenko besucht wurde, befindet sich ihm zum Gedenken ein Denkmal. Außerdem steht im Dorf das Schloss Sakrewskych (Садиба Закревських) mit angeschlossenem Park und der darin befindlichen Sakrewski-Pyramide, der Grabstätte von Gnat Platonowitsch Sakrewski.

## Geografie
Das Dorf liegt nördlich der Fernstraße M 03 am rechten Ufer des Perewid (Перевід), eines 68 km langen Nebenflusses des Udaj und befindet sich etwa 210 km nordwestlich vom Oblastzentrum Poltawa und 28 km nordwestlich vom ehemaligen Rajonzentrum Pyrjatyn.
Am 12. Juni 2020 wurde das Dorf ein Teil der Stadtgemeinde Pyrjatyn, bis dahin bildete es zusammen mit den Dörfern Krjatschkiwka, Marjinske (Мар'їнське) und Wetschirky (Вечірки) die gleichnamige Landratsgemeinde Beresowa Rudka (Березоворудська сільська рада/Beresoworudska silska rada) im Nordwesten des Rajons Pyrjatyn.
Am 17. Juli 2020 kam es im Zuge einer großen Rajonsreform zum Anschluss des Rajonsgebietes an den Rajon Lubny.

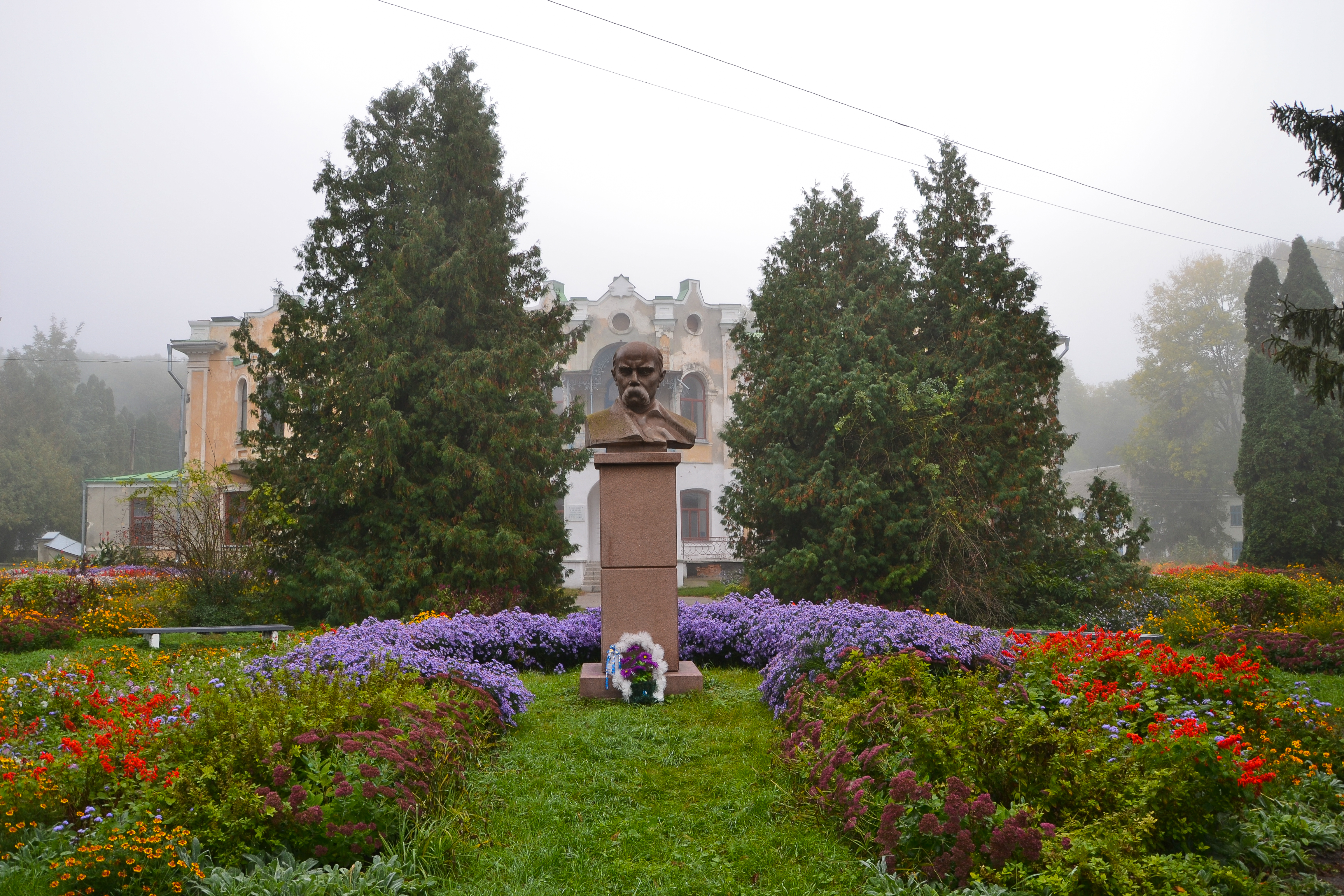
Taras-Schewtschenko-Denkmal im Ort
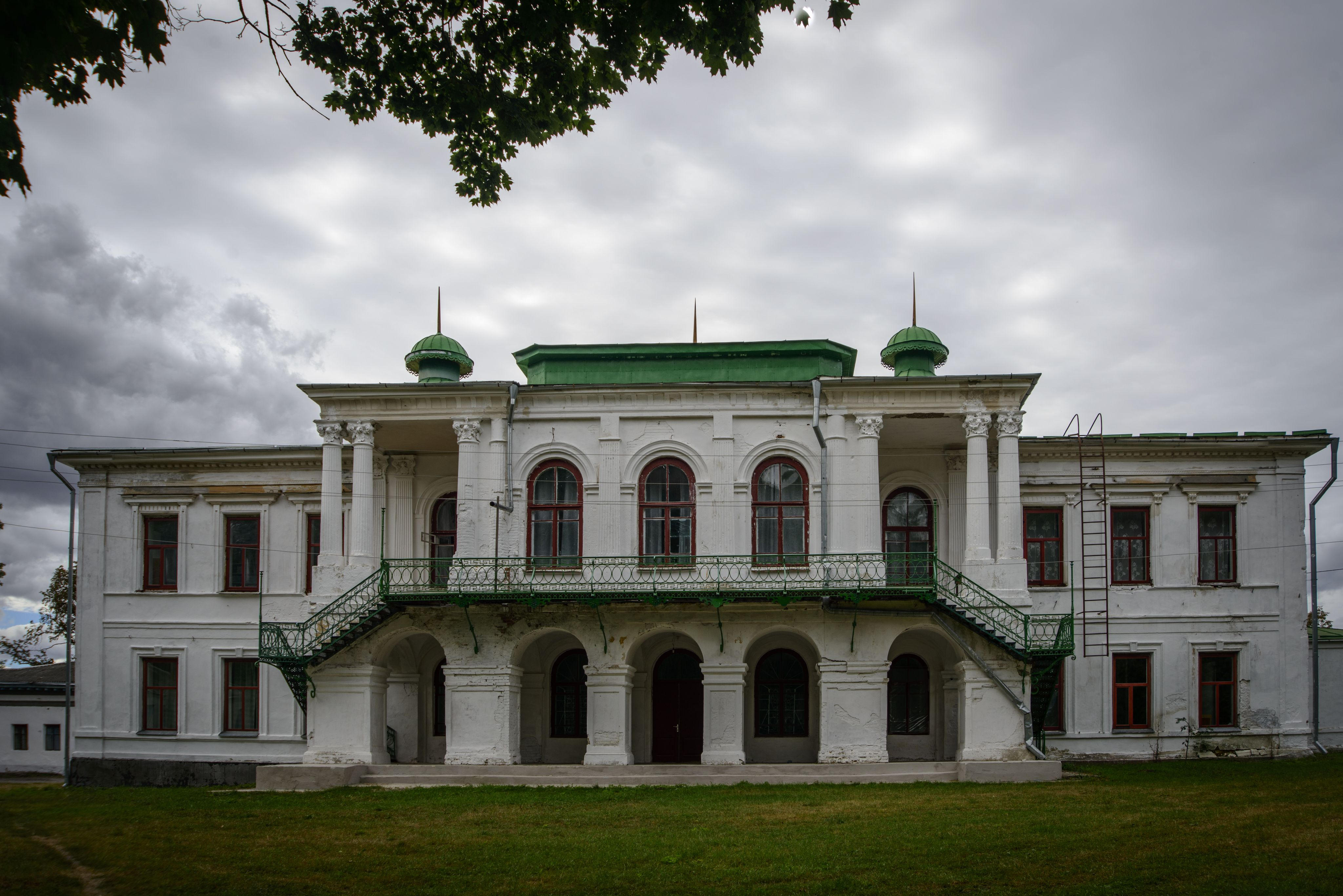
Schloss Sakrewskych
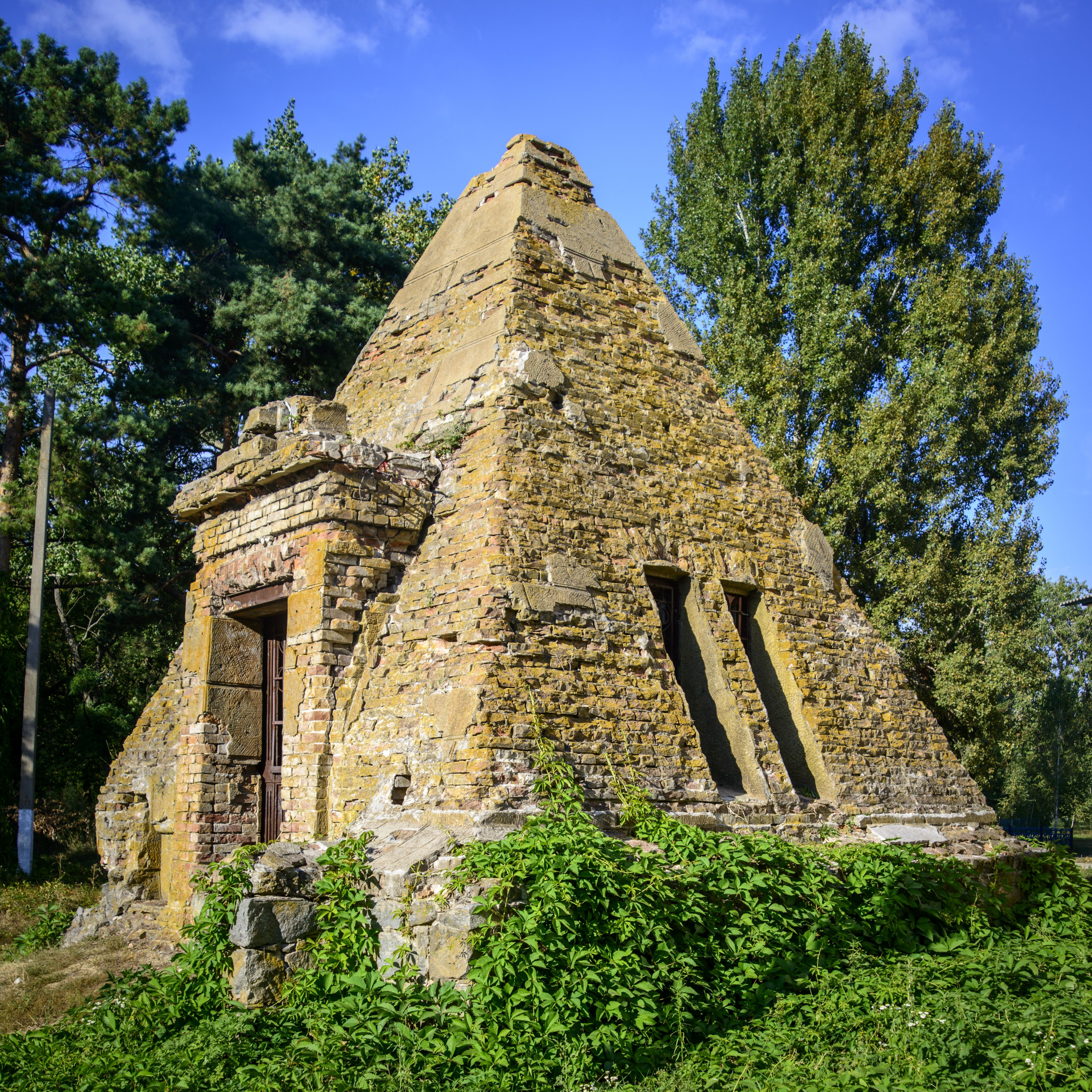
Sakrewski-Pyramide, Grabstätte von Gnat Platonowitsch Sakrewski
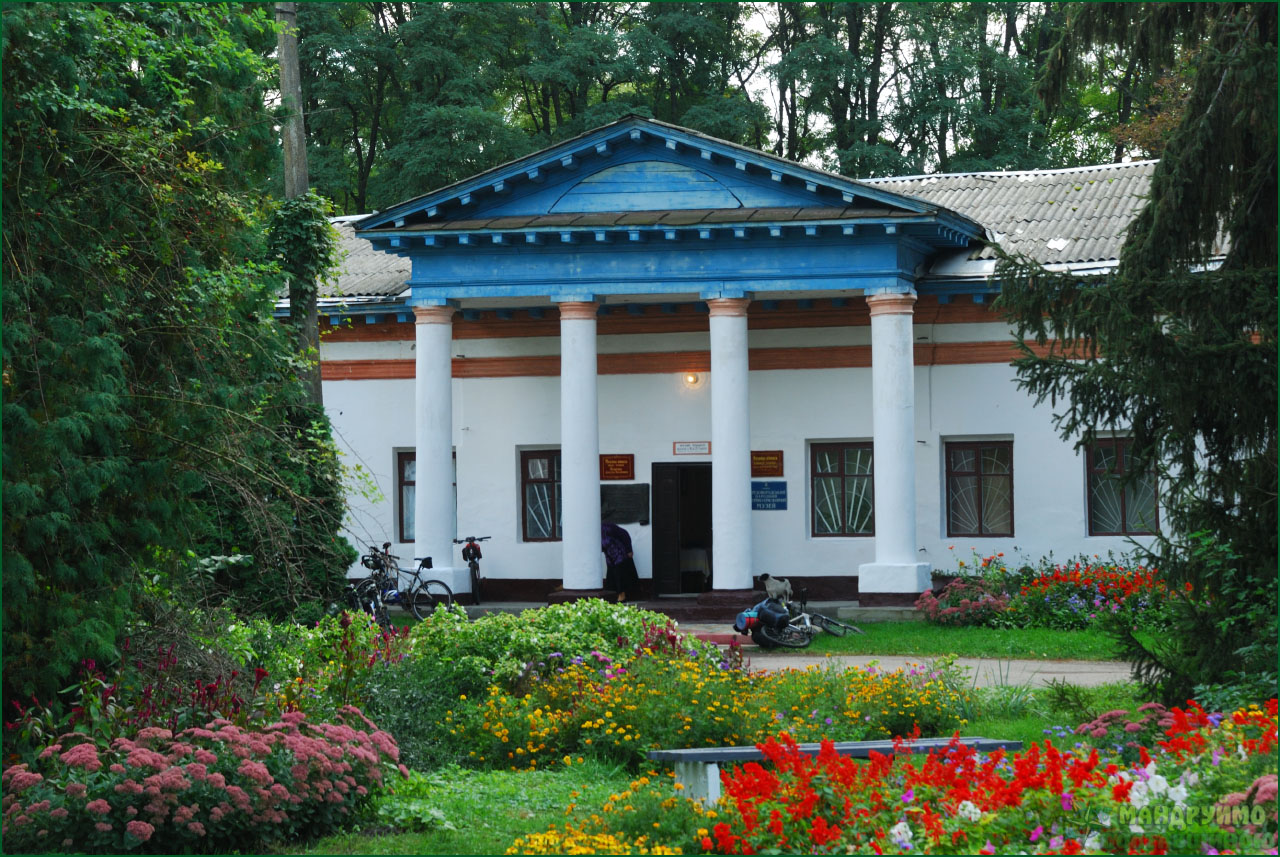
Schloss Sakrewskych

## Persönlichkeiten
Im Dorf kam der ukrainische  Dichter und Liedtexter Dmytro Luzenko (1921–1989) zur Welt.